# Stephanie Douglas Forrester
Stephanie Douglas Forrester is een personage uit de Amerikaanse soapserie The Bold and the Beautiful. De rol werd vanaf het begin van de serie in 1987 gespeeld door actrice Susan Flannery. Aanvankelijk werd Susan Seaforth Hayes (bekend als Julie Williams in Days of our Lives) gevraagd voor de rol, maar toen zij deze afwees werd Susan Flannery gevraagd. In augustus 2012 besloot Flannery om de show te verlaten na 25 jaar.

## Personagebeschrijving
Stephanie leerde Eric kennen op de Northwestern-universiteit. Hij was verliefd op Beth Henderson, maar nadat Stephanie zwanger werd trouwde hij met haar. Ze kregen vijf kinderen, Ridge, Thorne, Kristen, Felicia en Angela. Angela was echter gehandicapt en Stephanie liet haar opnemen in een tehuis en vertelde aan Eric dat ze overleden was.
Toen de serie begon in 1987 was Stephanie de gastvrouw van een societyfeest en Beth Logan was samen met haar dochter Brooke een van de cateraars. De keuze van de cateraar zou het leven voor Stephanie voorgoed veranderen. Eric was erg blij om zijn oude liefde Beth terug te zien en Ridge leerde hier Brooke kennen.
Stephanie vond dat haar dochter Kristen te aanhankelijk aan haar vader was en dacht dat ze frigide was. Ze huurde Clarke Garrison in om haar mee uit te nemen. Het klikte tussen de twee en Kristen en Clarke trouwden.
In 1988 vroeg Eric de scheiding aan zodat hij bij Beth kon zijn. Stephanie ging met tegenzin akkoord, maar probeerde haar huwelijk toch nog te redden door Stephen Logan op te sporen. Stephen had zijn gezin in 1980 in de steek gelaten omdat hij dacht dat Beth voor altijd van Eric zou houden. Beth en Stephen gaven hun huwelijk een nieuwe kans en later overtuigde Stephanie Bill Spencer om Stephen een job aan te bieden in Parijs. Stephen en Beth verhuisden en Eric bleef met Stephanie getrouwd.
Dit jaar verscheen ook Sally Spectra ten tonele. Zij was de aartsvijand van Stephanie en Eric omdat ze al jaren ontwerpen stal van Forrester en die dan goedkoop namaakte bij Spectra Fashions. Na een aantal jaar werden Sally en Stephanie echter beste vriendinnen.
Dan begon Eric Stephanie ervan te verdenken een affaire te hebben omdat ze elke week ergens naartoe ging waarvan niemand op de hoogte was. Stephanie bekende aan Eric dat hun dochter Angela niet overleden was bij de geboorte, maar dat ze geboren werd met microcefalie en dat ze dit geheim hield om Eric te sparen. De hele familie kwam dit te weten en geregeld gingen ze bij Angela op bezoek. Kristen wilde zelfs dat Angela in het Forrester huis kwam wonen, maar dan kwam de waarheid aan het licht. Angela was op haar dertiende omgekomen na een accident met haar rolstoel en de dokter huurde iemand anders in om zich als Angela voor te doen om zo de vergoeding die Stephanie betaalde te blijven opstrijken. In een verkeersongeluk kwam de dokter om het leven en werd Angela zwaar verminkt. Later dook ze weer gesluierd op en werd bevriend met Thorne onder de naam Deveney Dixon. Thorne wilde haar helpen en stelde plastische chirurgie voor. Bij de reconstructie herkende Thorne het gezicht van Angela en Deveney werd ontmaskerd.
Nadat Ridge zich met Caroline Spencer sr. verloofde groeiden Brooke en Eric dichter naar elkaar toe. Brooke werd zwanger. Eric wilde scheiden en Stephanie stemde in, maar toen Eric in de staat Nevada wilde scheiden kreeg Stephanie argwaan, omdat na een scheiding in Californië je niet binnen de zes maanden mag hertrouwen. Toen het uitkwam dat Eric met Brooke wilde trouwen was Stephanie furieus.
In 1991 kreeg ze en beroerte en leed daarna aan geheugenverlies. Nadat haar auto in panne viel in een gevaarlijke wijk van LA belandde Stephanie in de goot en leefde een tijd tussen de daklozen. Ze werd bevriend met Ruthanne Owens en na een tijd werd ze gevonden en keerde ze terug naar huis. Ze was blij haar familie terug te zien en dacht zelfs dat Brooke haar dochter Kristen was. Kort daarna kreeg Stephanie haar geheugen terug, maar deed nog steeds alsof ze het niet had om zo de bezorgde Eric terug te winnen, maar dat lukte haar niet.
Toen begon ze Brooke te controleren door een videocamera te installeren in haar laboratorium. Ze was er zeker van dat Brooke vreemd zou gaan, maar dat deed ze niet. Net toen Stephanie de camera wilde laten weghalen, ontdekte Brooke de BeLieF-formule samen met Ridge en in een opwinding begonnen ze elkaar te kussen en kregen ze een affaire. Brooke wilde scheiden, maar Eric niet. Nadat Ridge vond dat zijn jongere broertje Eric Junior moest opgroeien met beide ouders, probeerde hij Brooke af te schepen. Stephanie dacht dat ze nu vrij spel had met Eric, maar dat viel lelijk tegen. Ridge verloofde zich met Taylor Hayes en Stephanie en Brooke probeerden dit huwelijk te verhinderen. Brooke ontdekte dat ze zwanger was, maar kwam net te laat op de bruiloft. Stephanie zei haar dat het voorbij was en de Ridge nu bij Taylor hoorde. Brooke en Eric gingen toch uit elkaar. Toen Eric vertelde dat hij nog een keer met Brooke gevreeën had toen Brooke dronken was, wisten ze niet wie de vader was. Eric begon inmiddels een romance met Sheila Carter. De vaderschapstest wees uit dat Ridge de vader was van Brookes dochter Bridget Forrester, al kwam jaren later uit dat Sheila de dokter had omgekocht en dat Eric de eigenlijke vader was.
Stephanie probeerde de hele tijd om Sheila in een kwaad daglicht te stellen en langzaam aan kon ze het verleden van Sheila onthullen. Eric besloot van Sheila te scheiden, waarna zij volledig doordraaide en Eric, Stephanie, Ridge, Brooke en Lauren Fenmore onder schot hield. Ze probeerde zelfmoord te plegen en belandde in een instelling. Nadat ze uit de instelling kwam, verwisselde ze de calciumpillen die Stephanie moest nemen met kwikpillen waardoor de gezondheid van Stephanie fors achteruit ging. Intussen was Sheila met James Warwick getrouwd. De slechte kant van Sheila kwam weer boven en Stephanie liet haar arresteren. Sheila slaagde er echter in om te ontsnappen, maakte een tussenstop bij Stephanie, schoot haar neer en verliet vervolgens de stad. Stephanie was echter slechts lichtgewond.
Stephanie en Eric stonden op het punt om te hertrouwen toen Stephanie een foto onder ogen kwam van Eric in een compromitterende positie met Lauren Fenmore. Stephanie blies het huwelijk af en ook de vriendschap met Lauren was voorgoed voorbij. Daarna begon Stephanie een affaire met James Warwick, maar na een tijdje werd James uit de serie geschreven. Er werd nooit een reden gegeven voor waarom zijn relatie met Stephanie was stukgelopen.
In 1999 kwam haar rivaliteit met Brooke op een hoogtepunt toen ze ontdekte dat Brooke na Eric en Ridge nu achter Thorne aanzat. In het chalet in Big Bear probeerde Stephanie om Brooke te vermoorden, maar Thorne kon net op tijd tussenbeide komen. Weken later kreeg Stephanie een beroerte toen ze Brooke en Thorne samen zag. In het ziekenhuis deed Eric haar een huwelijksaanzoek en de twee trouwden in haar ziekenkamer. Thorne en Macy waren getuigen. De daarop volgende maanden hielden Thorne en Brooke hun relatie geheim voor Stephanie. Na maanden hard werken kon Stephanie weer lopen. Nadat Macy overleden was en Thorne een speech had gegeven op de begrafenis, kon Sally zich niet langer bedwingen en riep dat Brooke de reden was dat Macy dood was en dat Brooke en Thorne weer samen waren. Hierdoor stortte Stephanie in en kreeg een nieuwe, minder zware, beroerte.
In 2000 kwam Morgan DeWitt naar Los Angeles, in haar tienerjaren had ze een relatie met Ridge en raakte ze zwanger van hem. Morgan wist destijds niet wat te doen en had Stephanie om raad gevraagd. Stephanie overtuigde Morgan er toen van om een abortus uit te voeren en om daarna de stad te verlaten. Nu Morgan terug was in LA en door Brooke aangenomen werd om voor Forrester te komen werken, was Stephanie hier niet zo blij mee. Morgan had de abortus nooit kunnen verwerken en probeerde Ridge opnieuw voor zich te winnen. Na een misleidend plan werd Morgan opnieuw zwanger. Na een ruzie met Taylor viel Morgan van het balkon en kreeg een miskraam. Om zich te wreken ontvoerde ze Taylors dochter Steffy.
Brooke en Thorne trouwden uiteindelijk en Stephanie gaf Brooke haar zegen en begeleidde haar zelfs naar het altaar. Later bleek Stephanie toch weer gelijk te krijgen nadat Brooke aan Deacon Sharpe bekende dat Ridge de man van haar leven was en Thorne dit hoorde en het huwelijk liet annuleren.
In 2001 kwam Massimo Marone naar LA. Hij en Stephanie waren al bevriend sinds hun kindertijd. Nadat Ridge een ongeluk kreeg en de dokter aan Stephanie vertelde dat Eric een andere bloedgroep had dan Ridge, besefte Stephanie dat Massimo de vader van Ridge moest zijn. Ze wilde niet dat dit uitkwam en smeekte Massimo om dit geheim te houden. Hij ging hiermee akkoord op voorwaarde dat ze bij hem zou intrekken. Na een tijdje bloedde de relatie dood, Stephanie was niet echt verliefd op Massimo en nadat hij haar aanbood om een reis op een cruiseschip te gaan maken, koos zij ervoor om in LA te blijven en Brooke te helpen met haar baby. Toen Taylor enkele weken later stierf, door toedoen van Sheila, was Stephanie daar helemaal kapot van. De tragedie bracht Eric en Stephanie weer bij elkaar. Nu Brooke weer vrij spel had met Ridge, verzuurde de goede relatie tussen Stephanie en Brooke al snel.
Stephanie gaf haar vendetta tegenover Brooke nooit op en toen Nick Marone in haar leven verscheen, probeerde ze hem aan haar te koppelen. Brooke koos toch voor Ridge en de twee trouwden, voor de derde keer. Op de huwelijksreis gooide Sheila roet in het eten door Ridge te ontvoeren en het zo te laten lijken dat hij dood was. Nick troostte Brooke en de twee bedreven de liefde. Dan dook Ridge weer op en kort daarna ontdekte Brooke dat ze zwanger was en niet wist wie de vader was. Een vaderschapstest wees Nick aan als vader. Stephanie deed ze nu voor als Brookes vriendin en vond dat ze de juiste keuze moest maken en met Nick trouwen. Brooke liet zich zoals altijd weer vangen door Stephanie en scheidde van Ridge om met Nick te trouwen. In het laboratorium was echter een fout gemaakt en Ridge was de vader van het kind. Hij verstoorde het huwelijk en Nick en Brooke en overtuigde haar dat hij bij haar hoorde. Stephanie was furieus en Brooke zag nu in dat ze de hele tijd toneel gespeeld had. Nadat Brooke bevallen was kwam de waarheid van Ridge aan het licht en ze waren zielsgelukkig en trouwden opnieuw. Stephanie moest echter inbinden indien ze haar kleinkinderen nog wilde zien en zij deed opnieuw beleefd tegen Brooke. Stephanie's dochter Felicia keerde ook terug naar LA. Ze werd bevriend met Nick en wilde haar moeder niet zien. Nick vermoedde dat Felicia drugs nam en ging hiermee naar Stephanie. Het bleek dat Felicia kanker had en daarvoor pillen nam. Felicia en Stephanie verzoenden zich.
Toen Bridget gevoelens kreeg voor Ridge, deed Stephanie er alles aan om het huwelijk van Brooke en Ridge te redden. Dan begon Bridget een affaire met Nick en de twee verloofden zich. Op hun bruiloft gilde een vrouw en Ridge ging kijken, hij meende achter een sluier Taylor te herkennen. Niemand wilde hem echter geloven aangezien iedereen op de begrafenis van Taylor aanwezig was en het een open kist was. Stephanie steunde Brooke en wilde Ridge zelfs naar een psychiater sturen. Dan bleek het dat Taylor toch nog in leven was en dat er een pop in de kist had gelegen. Stephanie maakte een bocht van 180° door Brooke uit te spuwen en Taylor weer te omarmen. Ze vond dat Brooke een stap opzij moest zetten en zelfs de opvoeding van Ridge Junior aan Taylor en Ridge overlaten. Ze deed er alles aan om Ridge en Taylor te verenigen en in een ultieme poging veinsde ze een hartaanval, waarvoor ze dokter Mark MacClaine 1 miljoen dollar betaalde. Het was Jackie Marone die de waarheid aan het licht bracht en iedereen liet Stephanie vallen. Eric scheidde van haar en ook Ridge en Taylor waren woedend.
Stephanie, die op een dieptepunt in haar leven was, maakte zich klaar om Los Angeles te verlaten toen Eric met Brooke hertrouwde. Maar dan vond Stephanie een document waarin stond dat zij de rechtmatige eigenaar was van Forrester Creations en dat Eric dit altijd voor haar verborgen gehouden had. Katherine Chancellor kwam uit Genoa City (The Young and the Restless) om dit te bevestigen. Stephanie nam het bedrijf over en ontsloeg Brooke en Eric en maakte Thorne directeur-generaal. Na lang aarzelen nam ze Brooke en Eric terug aan maar degradeerde hen en ze kregen een kantoor in de kelder.
Dan keerde Felicia terug naar LA met een zoontje, Dominick. Felicia had opnieuw kanker en dit keer zou er niets aan te doen zijn. Het was haar laatste wens om haar ouders terug samen te zien en Eric ging ermee akkoord om opnieuw met Stephanie te trouwen op voorwaarde dat het huwelijk zou geannuleerd worden zodra Felicia overleden was. Iedereen dacht dat Felicia overleden was, maar ze had nog een polsslag en Stephanie liet haar naar een privékliniek brengen voor een levertransplantatie en Felicia genas. Zij en Eric bleven ook hierna getrouwd.
Nadat Stephanie Jackie Marone per ongeluk over het balkon gooide en zij in coma lag moest ze het bedrijf aan Nick geven om politievervolging te vermijden. Dan ging Stephanie in therapie bij Taylor om te ontdekken waarom ze sommige dingen gedaan had in haar leven. Als kind werd Stephanie geslagen door haar vader en haar moeder had zich daar nooit tegen verzet. Stephanie biechtte aan Taylor op dat haar moeder helemaal niet dood was en nog steeds in Chicago woonde met haar zus Pamela. Samen met Eric ging ze haar moeder bezoeken, maar die ontkende alles. Stephanie keerde teleurgesteld terug naar LA, maar dan kwam haar moeder met Kerstmis en de twee verzoenden zich.
In 2012 kreeg Stephanie te horen longkanker te hebben. Ze stierf in de armen van Brooke.